# ضامنجان

ضامنجان روستایی در دهستان سده (مرکز دهستان)از توابع بخش مرکزی شهرستان اراک است. در جنوب غربی اراک و همجوار با شهر اراک می‌باشد.
مردم ضامنجان به زبان خلجی و فارسی صحبت میکنند.
یونسکو این روستا را به عنوان روستای دوستدار کتاب معرفی کرده‌است.
این روستا مرکز دهستان سده است و بخشی از راه آهن از این روستا گذر می کند.
پل هفت چشمه (هفت پل ) بخشی از راه آهن.
این روستا کتابخانه بزرگی دارد.

## ریشه نام
این روستا تا سده نهم و دهم هجری با ضاد نوشته می‌شده‌است که قطعاً اشتباه است. واژه ضامنجان یا زامنجان از ریشه «زمی» به معنی زمین و پسوند جا و مکان «جان» که عربی شده گان است، تشکیل شده‌است.

## جمعیت
جمعیت  این روستا ۱۶۳۴ نفر در ۴۸۶ خانوار بر پایه سرشماری عمومی نفوس و مسکن در سال ۱۳۸۵ بوده‌است که از این تعداد ۱۰۸۷ نفر (حدوداً ۶۶٫۵٪)مردم باسواد بوده‌اند.